# GT Advance 3: Pro Concept Racing
GT Advance 3: Pro Concept Racing (Advance GTA 2 au Japon) est un jeu vidéo de course développé par MTO et édité par THQ, sorti en 2002 sur Game Boy Advance.

## Accueil
- Gamekult : 7/10[1]
- GameSpot : 8,1/10[2]
- IGN : 8,5/10[3]
- Jeux Vidéo Magazine : 16/20[4]